# ペンギン・クラシックス

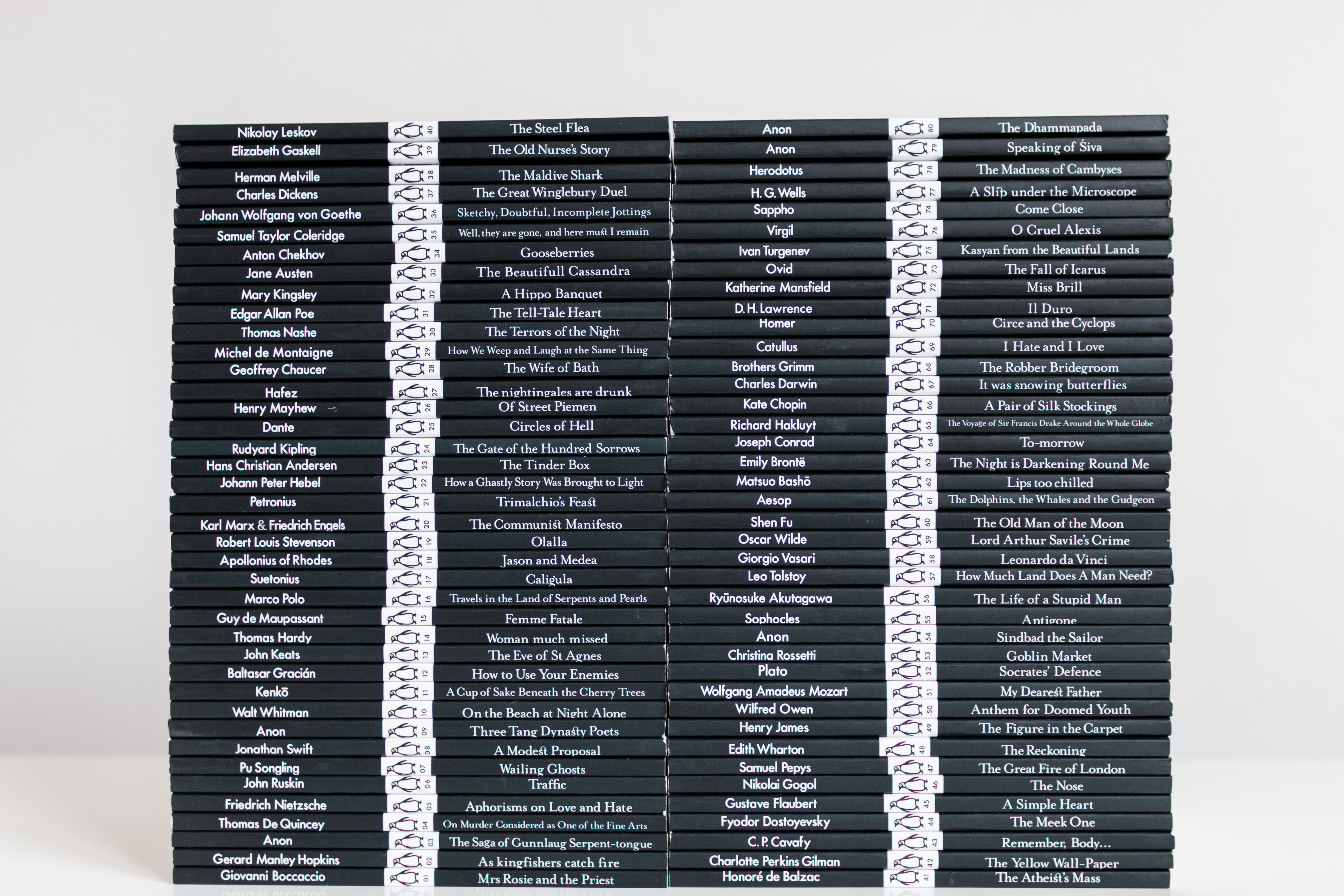
ペンギン・ブックスの80周年（2015年）に発行されたPenguin Little Black Classics80冊のタイトル

ペンギン・クラシックス（英語: Penguin Classics）とは、ペンギン・ブックス出版社の出版物の内、文学の古典作品が英語、スペイン語、ポルトガル語、韓国語やその他広く世界の言語からの作品が出版されているシリーズを指す。文学批評家たちはこのシリーズの書籍を西洋正典の重要な要素と見なす傾向があるが、多くのタイトルは翻訳されたか、西洋以外の起源のものであった。実際、このシリーズの誕生から数十年間は翻訳書のみであったが、1986年になってやっと英語からの図書がペンギン・ブックスに組み込まれた。

## 歴史
最初のペンギン・クラシックスは『オデュッセイア』のE.V.リュー（E. V. Rieu）による英訳で（1946年出版）、リューはこのシリーズの総合編集者になった。彼はロバート・グレーヴスやドロシー・セイヤーズなどの文学小説家を翻訳者として探しだして、彼らが「多くの既存の翻訳が現代人に合わない、古風な好みと外国の言い回しを避けてくれるだろう」と信じてのことであった。
1964年にベティ・ラディス（Betty Radice）とウィリアム・バルディック（William Baldick）が共同編集者としてリューを引き継ぎ、1974年にラディスが単独の編集者となり、21年間編集者を務めた。編集者としてのラディスは、人気のある本には奨学金を設定するように主張し、以前の平文のペンギン・ブックスの慣習を修正し、脚注、参考図書、地図、注釈、索引を追加した。彼女は「古典」の規範を広げ、学術的基準を守りながらも読者を励まし、多様化させた。

## シリーズ
ペンギン・ブックスには、次のような専門化した分野のシリーズがある。
- Penguin Nature Classics：ジョン・ジェームズ・オーデュボン、レイチェル・カーソン、ジョン・ミューアなどの作品
- Penguin Modern Classics：トルーマン・カポーティ、ジェイムズ・ジョイス、ジョージ・オーウェル、ウラジーミル・ナボコフ、アントワーヌ・ド・サン＝テグジュペリなどの作家
- Penguin Enriched Classics：『ハックルベリー・フィンの冒険』、『高慢と偏見』、『緋文字』、『二都物語』などの作品
- Penguin Popular Classics：ペーパーバック版
- Penguin Designer Classics：ペンギン・ブックスの60周年（2007年）に発行された5書籍
- Penguin Mini Modern Classics：上記Modern Classicsの50周年（2011年）に50人の作家の書籍のポケット版
- Penguin Little Black Classics：ペンギン・ブックスの80周年（2015年）に発行
- Pocket Penguins：2016年から始まったさらに小さなA-format版で、この年20書籍を出版

## 参照項目
- ペンギン・ブックス
- レクラム文庫
- 岩波文庫